# Schalchen
Schalchen è un comune austriaco di 3 782 abitanti nel distretto di Braunau am Inn, in Alta Austria.